# Tagliolo Monferrato
Tagliolo Monferrato là một đô thị ở tỉnh Alessandria trong vùng Piedmont của Italia, có vị trí cách khoảng 90 km về phía đông nam của Torino và khoảng 30 km về phía nam của Alessandria. Tại thời điểm ngày 31 tháng 12 năm 2004, đô thị này có dân số 1.499 người và diện tích là 25,9 km².
Đô thị Tagliolo Monferrato có các frazioni (các đơn vị cấp dưới, chủ yếu là các làng) Cherli, Grossi, Varo, Pessino, Caraffa, và Mongiardino.
Tagliolo Monferrato giáp các đô thị: Belforte Monferrato, Bosio, Casaleggio Boiro, Lerma, Ovada, Rossiglione, và Silvano d'Orba.